# Fieseler Fi 156
Fieseler Fi 156 Storch (Barza) este un avion german construit de Fieseler Flugzeugbau, Kassel, Germania. Acest avion era destinat recunoașterii aeriene, legăturii între diferite comandamente ale armatei sau la evacuarea răniților. Datorit[ calităților sale acesta a fost exportat în multe țări, precum și construit sub licență. Producția acestui avion a încetat în 1965 ultimele exemplare fiind produse la fabrica Morane-Saulnier din Franța.

## Istoric
În 1935 Reichsluftfahrtministerium (RLM, Ministerul Aerului) a prezentat un caiet de sarcini pentru un avion destinat recunoașterii aeriene, legăturii între diferite comandamente ale armatei sau la evacuarea răniților. La acest proiect au r[spuns Messerschmitt AG cu Messerschmitt Bf 163, Siebel Flugzeugwerke Halle K.G. cu Siebel Si 201, și Fieseler Flugzeugbau cu Fieseler Fi 156. Acesta era conceput de către designer-ul șef Reinhold Mewes și de directorul tehnic Erich Bachem. Fieseler Fi 156 era la acea vreme cel mai avansat avion STOL (engleză Short Take Off and Landing - avion cu decolare și aterizare pe distanțe scurte). Pe lângă această caracteristică, avionul prezenta o serie de noutăți precum capacitatea de a-și plia aripile pa lângă fuzelaj pentru a facilita transportul, viteza foarte mică de aterizare precum și cursa mare a amortizoarelor oleo-pneumatice care îl ajutau să aterizeze și pe cele mai frământate terenuri.

## Producția

### Germania
Aproximativ 2900 de aparate au fost produse la fabrica Fieseler din  Kassel, majoritatea fiind modelul C. În 1942 producția de Fieseler Fi 156 a fost mutată la fabrica Morane-Saulnier din  Puteaux Franța. Datorita cererii de avioane de tipul Bf 109 și Fw 190,  în 1943  producția de Fieseler Fi 156 a fost mutată la Leichtbau Budweis în Budweis.

### Cehia
În 1944 producția de Fieseler Fi 156 a fost mutată de la Leichtbau Budweis la fabrica Mráz  în Chocen care a produs 138 de exemplare denumite K-65 Čáp. Producția s-a încheiat în 1948.

### Franța
După eliberarea franței în 1944 producția de Fieseler Fi 156 a continuat la cererea Armée de l'Air și a fost denumit MS 500, pentru varianta construita cu motoare Argus As 10 rămase în stoc. Modelele care au folosit alte motoare au avut denumiri diferite. MS 500 a fost folosit de către Armée de l'Air în conflictul din Indochina. Au fost construite 141 de aparate până la terminarea celui de al Doilea Război Mondial și în total 925 de aparate până la încheierea producției, în 1965.

### România
Producția sub licență a început în România în 1943 la fabrica ICAR București. Pana la 23 august 1944 doar 10 aparate au fost finalizate din cauză că fabrica trebuia să acopere și alte comenzi necesare industriei de război. Alte 70 de aparate au fost construite până la încetarea producției, în 1948. Acest tip de avion a fost retras din folosință în 1964. Varianta construită în România s-a numit Fieseler Fi 156Ca3. Pe parcursul carierei sale sub culorile României el a fost folosit ca avion de recunoaștere aeriană, legătură între diferite comandamente ale armatei sau la evacuarea răniților. După război a fost folosit pentru remorcare de planoare precum și ca avion sanitar în cadrul Aviasan.

## Variante
- Fi 156 V1 - Prototip echipat cu elice metalică, înmatriculat D-IKVN (produs în 1935-1936).
- Fi 156 V2 - Prototip echipat cu elice din lemn. Primul prototip care a zburat (10 mai 1936). înregistrat D-IDVS (produs în 1935-1936).
- Fi 156 V3 - Prototip identic cu V2. Avion de încercări pentru diferite variante de echipament radio , înregistrat D-IGLI (produs în 1936).
- Fi 156 V4 - Prototip identic cu V3. Schiuri pentru trenul de aterizare și  rezervor auxiliar largabil (produs în 1936-1937).
- Fi 156 V5 - Prototip pentru producția seria A (produs în 1937).
- Fi 156 A-0 - Avion pre-producție, identic cu V3. Zece aparate au fost produse (produs în 1937-1938).
- Fi 156 A-1 - Primele modele destinate serviciului în cadrul Luftwaffe cu o comandă pentru 16 aparate, primul aparat intrând în serviciu la mijlocul anului 1937.
- Fi 156 B - Modificări în minore în privința aerodinamicii și un mecanism care permitea retragerea automată a bordului de atac al aripii, viteza crescând la 208 km/h. Luftwaffe considerând modificările neesențiale astfel că Fi-156 B nu a intrat în producție.
- Fi 156 C-0 - Pre-productie. O versiune mai flexibila a versiunii A (produs în 1939).
- Fi 156 C-1 - Versiune de legătura cu trei locuri (produs în 1939-1940).
- Fi 156 C-2 - Varianta de observație cu două locuri (care avea o mitraliera dorsală MG 15 pentru apărare), produs în 1940.
- Fi 156 C-3 - A înlocuit versiunile C-1 și C-2 cu un aranjament universal al cabinei potrivit pentru orice rol (produs în 1940-1941).
- Fi 156 C-3/Trop - Versiune adaptata zonelor tropicale/desert. Admisia motorului avea filtre speciale (produs în 1940-1942).
- Fi 156 C-5 - Adăugarea unui punct de acroșaj sub fuzelaj pentru o cameră foto sau rezervoare auxiliare. Unele aparate au fost dotate cu schiuri pentru folosirea lor în zone înzăpezite (produs în 1941-1945).
- Fi 156 C-5/Trop - Versiune adaptata zonelor tropicale/deșert. Admisia motorului avea filtre speciale (produs în 1941-1945).
- Fi 156 D-0 - Pre-productie a aparatului destinat transportului răniților a versiunii C având uși mai mari. Folosea un motor Argus AsP (produs în 1941).
- Fi 156 D-1 - Versiunea de seria a versiunii D-0 (produs în 1942-1945).
- Fi 156 E-0 - Versiune de legătura a versiunii C-1 Zece aparate au fost dotate cu tren de aterizare cu șenile (produs în 1941-1942).
- Fi 156 F sau P - Versiune împotriva insurgenților. Identic cu C-3 având mitraliere în geamurile laterale și suporți pentru bombe/fumigene (produs în 1942).
- Fi 156 U - Versiune anti-submatin. Identic cu C-3 având explozivi de adâncime (produs în 1940).
- Fi 156 K-1 - Versiune de export a modelului C-1 (cumpărat de Suedia).
- Fi 256 - Versiune civilă cu cinci locuri; două aparate fabricate de Morane-Saulnier.
- MS-500 - Versiune de legătură. Produs în Franța cu motoare Argus de 240 Cp produse în Franța.
- MS-501 - Versiune de legătură. Identic cu MS-500, având motorul Argus înlocuit cu motor Renault 6Q de 233 CP.
- MS-502 - Versiune de legătură. Identic cu MS-500, având motorul Argus înlocuit cu un motor Salmson 9 de 230 CP.
- MS-504 - Identic cu MS-500, având motorul Argus înlocuit cu un motor Jacobs R-755-A2 304 CP.
- MS-505 - Versiune de observație a MS-500 cu motorul  Argus înlocuit cu un motor Jacobs R-755-A2 304 CP.
- MS-506 - Identic cu MS-500, având motorul Argus înlocuit cu un motor Lycoming de 235 CP.
- Mráz K-65 Čáp - produs în Cehoslovacia după cel de al doilea război mondial.
- Antonov OKA-38 Aist - O copie fără licență, motorizată de o copie a motorului Renault MV-6, dar fabrica a fost capturată de armata germană în 1941

## Caracteristici (ICARFi 156)

### Caracteristici generale
Echipaj: 2 piloți
Caracteristici tehnice:
- Lungime: 9,9 m
- Anvergură: 14,3 m
- Înălțime: 3,1 m
- Suprafață portantă: 26 m2
- Masă (gol): 860 kg
- Masă (gata de zbor): 1260 kg
- Motor: 1 × Argus As 10 240 CP (180 kW)

### Performanțe
- Viteză maximă: 210 km/h
- Viteză de croazieră: 180 km/h
- Viteză minimă: 52 km/h
- Rază de acțiune: 380 km
- Plafon de zbor: 4600 m

## Utilizatori
Regatul Unit
- Royal Air Force

 Finlanda
- Suomen ilmavoimat

 Germania nazistă
- Luftwaffe

 Italia 
- Regia Aeronautica

 Regatul României
- Forțele Aeriene Regale ale României

 Slovacia
- Slovenské vzdušné zbrane

 Spania
- Ejército del Aire

 Suedia
- Svenska Flygvapnet

- Kroatische Luftwaffen Legion

 Elveția
- Schweizer Luftwaffe

 Hungary
- Magyar Királyi Honvéd Légierő

- Armée de l'Air